# 蓬特德蒙塔尼亚纳
蓬特德蒙塔尼亚纳，是西班牙阿拉贡自治区韦斯卡省的一个市镇。总面积49平方公里，总人口114人（2001年），人口密度2人/平方公里。